# Hasanbegovci (Glamoč, BiH)
Hasanbegovci su naseljeno mjesto u općini Glamoč, Federacija Bosne i Hercegovine, BiH.

## Povijest
Nakon potpisivanja Daytonskog mirovnog sporazuma izdvojeno je istoimeno naseljeno mjesto koje je pripalo općini Šipovo koja je ušla u sastav Republike Srpske.

## Stanovništvo
Nacionalni sastav stanovništva 1991. godine, bio je sljedeći:
ukupno: 155
- Srbi - 155 (100%)

### 2013.
Nacionalni sastav stanovništva 2013. godine, bio je sljedeći:
ukupno: 8
- Srbi - 8 (100%)

## Vanjske poveznice
- Satelitska snimka  Arhivirana inačica izvorne stranice od 18. veljače 2021. (Wayback Machine)